# Salamatu Kamara
Salamatu Kamara là một nhà giáo dục, chính trị gia và nhà hoạt động vì quyền của phụ nữ người Sierra Leone. Bà là điều phối viên của Nhóm Phát triển Giới tính Tamameh.

## Đầu đời và giáo dục
Kamara là một người mẹ góa của bốn đứa con. Bà là chủ sở hữu của Trường tiểu học Annie Potter ở Sierra Leone. Bà ấy là một Temne.
Bà nhận được sự giáo dục của mình tại Trường Cao đẳng Thần học.

## Chính trị
Kamara là thành viên của đảng chính trị Toàn dân (APC). Bà là một nhà hoạt động vì quyền của phụ nữ và là điều phối viên của Nhóm Phát triển Giới tính Tamameh, một tổ chức nhằm cung cấp tài chính tín dụng vi mô cho các doanh nhân nữ. Công việc của bà tập trung vào việc tạo không gian cho phụ nữ trong bọ máy chính trị của Sierra Leone cũng như tổ chức cộng đồng cơ sở.
Năm 2008, Kamara được đề cử tham gia cuộc bầu cử địa phương. Trong chiến dịch của mình, bà đã trải qua nhiều lần đe dọa bạo lực và quấy rối giới tính. Bà đã giành được đề cử của đảng ở cấp cử tri nhưng quyết định đã thông qua bởi ủy ban đề cử của APC ở cấp quốc gia, ủng hộ đối thủ nam Mustapha Maju Kanu. Tên của Kamara bị đánh bật trong một lá thư đề cử trùng lặp và được thay thế bằng chữ Kanu.
Kamara đã tranh cử một lần nữa vào năm 2012 với tư cách là ứng cử viên của APC nhưng không giành được ghế.

## Dự thảo bình đẳng giới
Kamara đã giúp soạn thảo Dự thảo về Bình đẳng giới với Bernadette Lahai và Barbara Bangura. Dự luật đã tìm kiếm một hạn ngạch 30% đại diện cho phụ nữ trong bộ máy chính trị của Sierra Leone.
Bộ là một trong những khách mời của bộ phim ngắn 30% (Phụ nữ và Chính trị ở Sierra Leone) của Anna Cady và Jenny Cuff.
Bộ phim khai thác những thách thức về bình đẳng giới mà phụ nữ ở Sierra Leone đang phải đối mặt, bao gồm bạo lực, tham nhũng và chế độ phụ quyền của các xã hội bí mật toàn nam như Hội Poro.
30% (Phụ nữ và Chính trị ở Sierra Leone) là lựa chọn chính thức cho Liên hoan phim Sundance 2013